# Breakin'
Breakin' (ook bekend onder de titels Breakdance en Break Street '84) is een Amerikaanse breakdance/musicalfilm uit 1984 onder regie van Joel Silberg. De film beschrijft het leven van een jonge danseres die twee breakdancers ontmoet en succes met hen heeft. De film werd in hetzelfde jaar vervolgd door Breakin' 2: Electric Boogaloo.

## Verhaal
In Venice, Californië ontmoet een onsuccesvolle jonge jazzdanseres, gecoacht door een onsympathieke leraar, twee breakdancers. Ze werken samen en delen hun technieken om vooroordelen te bestrijden en uiteindelijk een sensatie te creëren.

## Rolverdeling
| Acteur                | Personage                    |
| --------------------- | ---------------------------- |
| Lucinda Dickey        | Kelly                        |
| Adolfo Quiñones       | Ozone                        |
| Michael Chambers      | Turbo                        |
| Ben Lokey             | Franco                       |
| Christopher McDonald  | James                        |
| Phineas Newborn III   | Adam                         |
| Ice T                 | Rap Talker                   |
| Jean-Claude Van Damme | Toeschouwer eerste dansscène |